# Litto II Alidosi
Litto II Alidosi (o Lippo Alidosi) fou capità del poble d'Imola el 1334, i podestà de Bolonya el 1334. Fou senyor i vicari del Papa a Imola per breu pontifícia del 17 d'octubre de 1346. Va morir passar el 7 de novembre de 1351. La seva segona dona (que després fou repudiada) Cianghella della Tosa, fill de Messer Arrigo della Tosa, fou immortalitzada per Dante Aligheri en el XV cant del paradís com a exemple paradigmàtic de la llicenciositat de les dones florentines. Fou el pare de Roberto Alidosi, i, entre d'altres, del bisbe Carlo Alidosi.